# Azbociment

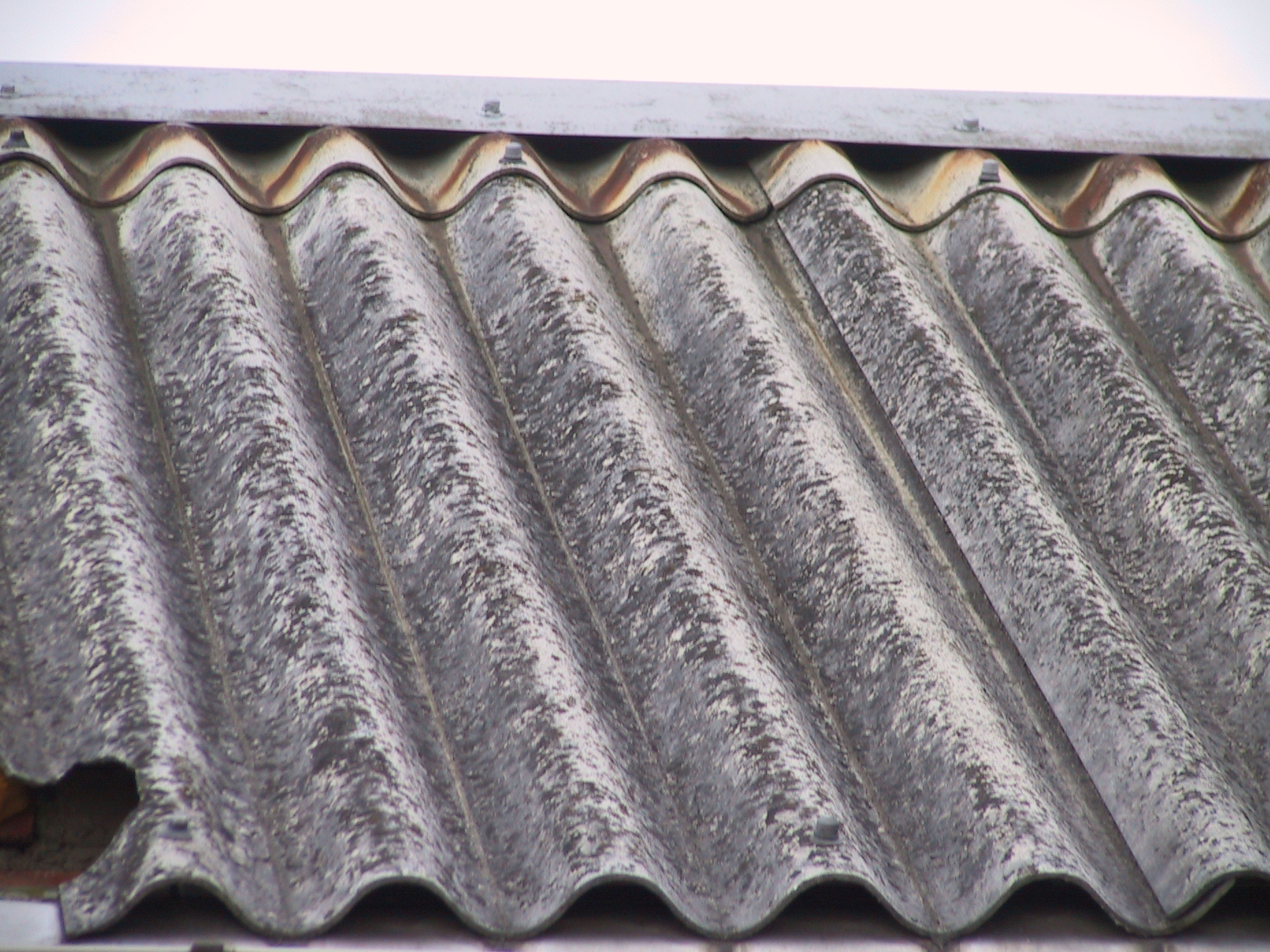
Acoperiş din azbociment

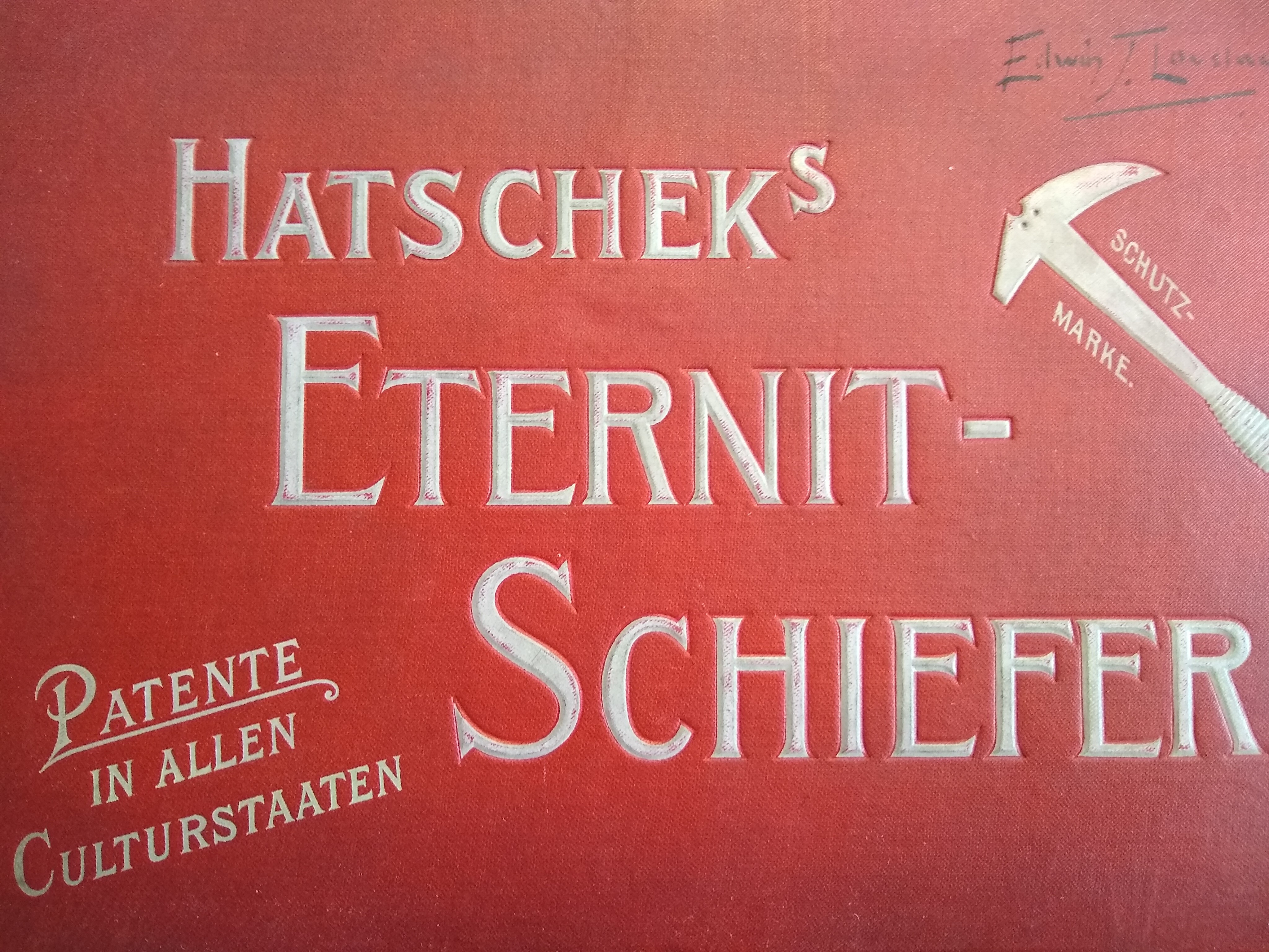

Azbocimentul este un material de construcție care rezistă foarte bine la intemperii și la foc. Este obținută din amestecul de ciment (aprox. 90%) cu fibre de azbest (aprox. 10%).  Nu este poros și nici sensibil la ger, este inalterabil la agenții atmosferici (acizii din fum, sare marină etc.) și necombustibil.

## Produs poluant
Datorită faptului că azbestul este cancerigen și foarte periculos pentru sănătate, începând cu anii 1980, multe țări dezvoltate au început să interzică produsele din azbest, inclusiv azbocimentul. Boala provocată de fibrele de azbest se numește azbestoză.
În România, Hotărârea de Guvern nr. 124/2003 a transpus Directiva 87/217/EEC privind controlul poluării mediului cu azbest, impunând restricții la comercializarea și utilizarea azbestului și a produselor care conțin azbest. Conform articolului 12 din această hotărâre, în scopul protejării sănătății populației și a mediului, de la 1 ianuarie 2007, începând cu intrarea țării în Uniunea Europeană, se interzic toate activitățile de comercializare și utilizare a azbestului și a produselor care conțin azbest, inclusiv a produselor din azbociment.